# Vue
Vue (aus dem frz. vue, „Blickwinkel“, „Ansicht“ oder „Sehsinn“) ist der Name einer Software-Produktlinie. Die Software ermöglicht es, natürlich wirkende, realistische 3D-Grafiken von Landschaften und Innenräumen zu erzeugen. Die Versionen Infinite und xStream bieten hierbei den größten Funktionsumfang, es existieren jedoch auch abgespeckte Versionen (Pro Studio, Esprit, Easel) für Anwender, welche weniger Funktionen benötigen.
Ursprünglich wurde Vue 1997 vom US-amerikanischen Softwarehersteller e-on software auf den Markt gebracht. 2015 wurden die Technologien von e-on software vom Bentley Systems (einem Unternehmen für Infrastruktur-Engineering-Software) übernommen und in verschiedene Bentley-Produkte integriert. 2024 entschied sich das Unternehmen Vue und die zugehörigen Produkte PlantFactory und PlantCatalog einzustellen. Diese Produkte werden nicht weiterentwickelt und der Support beschränkt sich seitdem auf kritische Sicherheitspatches. Allerdings sind alle 3 Programme seitdem kostrenfrei erhältlich.

## Funktionen (mitunter nur in der VersionInfiniteoderxStreamenthalten)
- Realistische Nachbildung von Lichtverhältnissen und Erdatmosphärenbedingungen
- Sogenannte "Ökosysteme" bieten die Möglichkeit, realistische Landschaften zu erstellen.
- 480 Materialien sind vordefiniert. Es ist möglich, weitere Materialien zu erzeugen.
- Korrekte Berechnung von Reflexionen und Lichtbrechung.
- Animation und Erstellung von Filmen (Kamerafahrten).
- Vorschaufunktionen und die Möglichkeit, nur bestimmte Bereiche zu rendern.
- Import- und Exportfunktionen, sowie Interaktion mit diversen anderen 3D-Programmen (Lightwave 3D, Maya, Cinema 4D) in der Version xStream.
- Skriptunterstützung – mit Hilfe von Python-Skripten lassen sich Szenen mitunter vollautomatisch erstellen und verändern.
- Verteiltes Rechnen – mit Hilfe des Zusatzprogramms RenderCow lässt sich das Rendern aufwändiger Szenen auf mehrere Computer verteilen. Vue selbst muss dabei nur auf dem Host-Rechner installiert sein.
- Multiprozessorunterstützung.
- Sowohl 32-Bit-, als auch 64-Bit-Betriebssysteme werden unterstützt.

## Pflanzen und Vegetation
Das Hauptaugenmerk in Vue liegt bei der Erstellung fotorealistischer Außenaufnahmen. Hierfür werden diverse vordefinierte Pflanzen- und Baummodelle mitgeliefert. Durch die sogenannte "SolidGrowth"-Technologie ist jede erzeugte Pflanze unterschiedlich. Alle Pflanzen lassen sich in Form und Gestalt stark modifizieren. Ferner besteht die Möglichkeit, weitere Modelle in das Programm einzubinden.

## Skriptunterstützung
Die Versionen Infinite und xStream bieten die Möglichkeit, das Programm mit Hilfe von Python-Skripten zu steuern. Jedoch sind so nicht alle Funktionen und Parameter verfügbar. Zwar lassen sich beispielsweise vordefinierte Atmosphärenmodelle laden, jedoch sind diese nicht modifizierbar. Trotz diverser Aufrufe und Wünsche der Benutzer im entwicklereigenen Forum ist unklar, ob dieser Missstand in absehbarer Zukunft behoben wird.

## Beispielhafte Verwendungen
Industrial Light & Magic verwendete „Vue 5“, um diverse Szenen in Pirates of the Caribbean – Fluch der Karibik 2 mit pflanzlichem Leben zu füllen und Nebel hinzuzufügen.